# Djamel Beghal
Djamel Beghal (en arabe : جمال بغال), né le 2 décembre 1965 à Bordj Bou Arreridj (Algérie), est un Algérien déchu de sa nationalité française, plusieurs fois condamné pour des faits liés au terrorisme.

## Biographie

### Émigration en France
Djamel Beghal arrive en France à la rentrée 1987 à l'âge de 21 ans. Il vit de petits boulots dans la construction, l'animation de centre de loisirs ou encore en vendant des vêtements sur les marchés. En 1989, il épouse une Française, Sylvie Guéguen, qui se convertit à l'islam et avec laquelle il aura quatre enfants.

### Activisme au sein du Groupe islamique armé
Habitant de Corbeil-Essonnes, Djamel Beghal est interpellé pour la première fois en 1994 lors d'une vague d'arrestations dans la mouvance du Groupe islamique armé (GIA). Il est incarcéré trois mois, puis relâché sans avoir été condamné. Il part alors pour le Royaume-Uni, où il fréquente la mosquée de Finsbury Park et s'investit dans la collecte de fonds pour la Tchétchénie. Il se fait alors appeler « Abou Hamza » et voyage beaucoup entre l'Allemagne, la Belgique, les Pays-Bas et l'Espagne. Il rencontre l'un des plus importants et plus virulents chefs de l'islamisme radical, Omar Abou Omar Qatada, un Palestinien réfugié à Londres depuis 1994, ancien du djihad en Afghanistan, et considéré comme l'un des membres d'Al-Qaïda.

### Départ pour l'Afghanistan et projet d'attentat en France
En novembre 2000, il s'envole pour un camp en Afghanistan avec sa femme. Il est interpellé le 28 juillet 2001 à l'aéroport international de Dubaï, en provenance d'Islamabad, au terme d’un séjour dans les camps afghans, où il a notamment appris à confectionner des engins explosifs. Reconnaissant son appartenance au réseau ben Laden, il dit avoir été mandaté pour constituer une cellule sur le territoire français, composée d’un homme capable de fabriquer des engins explosifs, d’un autre pour les poser et d’un informaticien. Sous la direction de Mohammad Zayn al-Abidin, alors responsable du suivi des volontaires arabes, il devait créer une société de couverture pour le groupe, ouvrir un cybercafé pour communiquer avec Kandahar et se procurer du matériel. L’un des responsables de la Direction de la Surveillance du territoire (DST), Jean-François Clerc, s’envole en urgence pour l’interroger et Beghal évoque des projets d’attentats avec des « frères » basés en France, en Belgique et aux Pays-Bas. Selon l'ancien directeur du renseignement de la DGSE, Alain Chouet, Djamel Beghal aurait été utilisé comme un leurre par Khalid Cheikh Mohammed qui l'aurait donné aux Américains (en communiquant volontairement avec lui sur une ligne surveillée) pour détourner leur attention de ses projets d'attentats aux États-Unis qui se réaliseront un mois et demi plus tard.   
Nizar Trabelsi, formé lui aussi en Afghanistan, potentiel kamikaze, est arrêté le 15 septembre 2001 en Belgique.
Le même jour, Jérôme Courtailler (en), un Français converti à l'islam, et trois autres complices sont arrêtés à Rotterdam avec 25 faux passeports. Le 20 septembre 2001, sept membres de ce réseau seront arrêtés par la DST, alors qu’ils allaient s’en prendre à des intérêts américains en France, probablement l’ambassade des États-Unis.
Le chef présumé de ce groupe terroriste en France, Kamel Daoudi, est interpellé à Londres le 25 septembre, puis neuf autres personnes en Espagne. Quant à Beghal, il est expulsé cinq jours plus tard vers la France, son épouse, française, ayant été interpellée à la frontière entre l'Afghanistan et l'Iran.
Extradé en France le 30 septembre 2001, il y est interrogé par le juge Jean-Louis Bruguière devant lequel il se rétracte. Il souligne que ses aveux ont été obtenus sous la torture aux Émirats arabes unis. Ses dires sont confirmés par l'examen médical réalisé après son extradition. Il rappelle les conditions qui l'ont conduit à reconnaitre les faits qui lui sont reprochés et évoque également des pressions de la part du juge Bruguière. Malgré cela, il est condamné le 15 mars 2005 par le tribunal correctionnel de Paris à dix ans d'emprisonnement avec cinq autres prévenus, reconnu coupable d'avoir créé une association de malfaiteurs terroristes, alors même que le chef d'accusation de projet d'attentat sur l'ambassade américaine n'a pas été retenu par la justice.

### Activisme en prison et projet d'évasion de Smaïn Aït Ali Belkacem
Du 22 septembre 2004 au 29 mars 2006, Djamel Beghal est incarcéré à la maison d'arrêt de Fleury-Mérogis. En 2005, il y rencontre Chérif Kouachi, incarcéré pour avoir participé à une filière d'envoi de djihadistes en Irak, dite la « Filière des Buttes-Chaumont » et Amedy Coulibaly pour des faits de droit commun. Djamel Beghal devient vite leur mentor,.
Il est déchu de la nationalité française le 23 décembre 2006 et fait l'objet d'un arrêté d'expulsion en août 2007. Il dépose alors un recours devant la Cour européenne des droits de l'homme (CEDH) contre son expulsion vers l'Algérie, en invoquant des « risques de traitements inhumains et dégradants » dans son pays d'origine. La CEDH recommande à la France de suspendre l'expulsion.
De fin 2006 à sa libération, il est incarcéré au centre de détention d'Uzerche, en Corrèze. Libéré le 1er juin 2009, il est immédiatement assigné à résidence à Murat, une bourgade isolée du Cantal, dans l'attente d'une expulsion vers l'Algérie,.
Amedy Coulibaly et Chérif Kouachi lui rendent visite régulièrement, sans surveillance des autorités françaises, et se radicalisent à son contact. Djamel Beghal concocte un projet destiné à faire évader deux hommes de la centrale de Clairvaux, dont Smaïn Aït Ali Belkacem, ancien du Groupe islamique armé algérien (GIA), condamné en 2002 à perpétuité pour l'attentat à la station RER Musée d'Orsay en octobre 1995 à Paris.
Le 18 mai 2010, Djamel Beghal est arrêté et mis en examen pour « direction d'un groupe terroriste ». Quatorze autres personnes sont interpellées en région parisienne et dans le Cantal.
Dans un document du 26 juillet 2013, le parquet de Paris définit Amedy Coulibaly et Chérif Kouachi, les futurs auteurs des attentats de janvier 2015 à Paris, comme « les "élèves" de Djamel Beghal ». Néanmoins, « le lien entre les visites de Kouachi et Coulibaly dans le Cantal et les attaques de janvier me paraît impossible et rien, à ce jour, ne les démontre » assure Bérenger Tourné, l'avocat de Djamel Beghal. « Il est, en revanche, plausible que leurs relations avec mon client aient renforcé leur conviction religieuse ».
Il purge une peine de 10 ans à la prison de Vezin-le-Coquet, en Ille-et-Vilaine. Son appel est rejeté en décembre 2014.
Libérable au plus tard à l'été 2018, Djamel Beghal se dit en juin 2017 favorable à une expulsion vers l'Algérie au terme de sa peine, y jugeant la situation politique plus apaisée et moins dangereuse pour lui. Il est remis en liberté le 16 juillet 2018 et est immédiatement expulsé vers l'Algérie, puisqu'il n'a plus la nationalité française.
À son arrivée à Alger, Djamel Beghal a été placé en garde à vue puis incarcéré 18 mois, comme l'a révélé Le Mensuel de Rennes en septembre 2020. Il a ensuite comparu à son procès en appel d’une condamnation à 20 ans de prison par contumace, prononcée en 2003, pour son appartenance au Groupe islamique armé algérien (GIA). L’audience s’est tenue le 23 décembre 2019, devant le tribunal criminel de Dar El Beïda. Djamel Beghal a été acquitté et libéré.